# Yargelis Savigne
Yargelis Savigne Herrera (née le 13 novembre 1984 à Guantánamo) est une athlète cubaine spécialiste du saut en longueur et du triple saut.

## Carrière sportive
Yargelis Savigne remporte en 2003 la médaille de bronze du saut en longueur des Jeux panaméricains de Saint-Domingue avec 6,40 m. Alignée sur deux épreuves lors des Championnats du monde 2005 d'Helsinki, elle décroche l'argent au triple saut (14,82 m), derrière la Jamaïcaine Trecia Smith, et termine quatrième de la finale de la longueur avec 6,69 m. Elle conclut sa saison par une troisième place obtenue lors de la Finale mondiale de l'athlétisme.
En 2007, Savigne décroche la médaille d'or du triple saut (avec 14,80 m) et la médaille de bronze de la longueur (6,66 m) lors des Jeux panaméricains de Rio de Janeiro. Le 31 août, elle remporte la finale du triple saut des Championnats du monde d'Osaka en établissant en 15,28 m la meilleure marque de sa carrière et la meilleure performance de l'année. Tatyana Lebedeva prend la deuxième place du concours, Hrysopiyí Devetzí la troisième. Elle remporte en fin de saison le concours de la Finale mondiale de l'IAAF avec 14,78 m.
En début de saison 2008, Yargelis Savigne termine à la première place du concours du triple saut des Mondiaux « indoor » de Valence en réalisant la marque de 15,05 m. Auteur de 15,20 m en plein air lors du meeting de Rethimnó en juillet, elle fait figure de favorite pour les Jeux olympiques d'été de 2008. À Pékin, la Cubaine ne peut faire mieux que 15,05 m et termine finalement cinquième de la finale olympique remportée par la Camerounaise Françoise Mbango Etone. Elle récupère la médaille de bronze le 25 janvier 2017 à la suite de la disqualification de Tatyana Lebedeva et de Chrysopiyí Devetzí.
Favorite des Championnats du monde 2009 à Berlin, la Cubaine conserve son titre remporté deux ans auparavant en réalisant un saut à 14,95 m, devançant sa compatriote Mabel Gay (14,61 m) et la Russe Anna Pyatykh (14,58 m).
Elle réalise 14,95 m le 20 mars 2011, soit la meilleure performance mondiale de l'année au triple saut. Lors du Shanghai Golden Grand Prix, la première épreuve du triple saut féminin de la Ligue de Diamant 2011, elle s'impose avec une marque de 14,68 m ; son premier saut à 14,05 m est battu par la chinoise Li Yanmei qui bat son record personnel et s'octroie alors la 1re place, Yargelis Savigne regagne la place de leader au troisième essai où elle retombe à 14,41 m, marque qu'elle améliorera pour finalement devancer Li Yanmei et la Kazakhe Olga Rypakova.
Depuis 2012, Savigne ne revient pas à son plus haut niveau, signant 14,05 m (2013), 14,01 m (2014), 13,55 m (2015) et 14,09 m (2016).
Elle a pris sa retraite sportive le 29 juillet 2013 mais est revenue sur sa décision et continue les compétitions à Cuba.

## Palmarès
| Date | Compétition                             | Lieu             | Résultat | Épreuve     | Marque  |
| ---- | --------------------------------------- | ---------------- | -------- | ----------- | ------- |
| 2003 | Jeux panaméricains                      | Saint-Domingue   | 3e       | Longueur    | 6,40 m  |
| 2005 | Championnats d'Am. Centrale et des Car. | Nassau           | 1re      | Longueur    | 6,88 m  |
| 2005 | Championnats du monde                   | Helsinki         | 3e       | Longueur    | 6,69 m  |
| 2005 | Championnats du monde                   | Helsinki         | 2e       | Triple saut | 14,82 m |
| 2005 | Finale mondiale                         | Monaco           | 3e       | Triple saut | 14,81 m |
| 2006 | Championnats du monde en salle          | Moscou           | 5e       | Longueur    | 6,51 m  |
| 2006 | Championnats du monde en salle          | Moscou           | 5e       | Triple saut | 14,72 m |
| 2007 | Jeux panaméricains                      | Rio de Janeiro   | 3e       | Longueur    | 6,66 m  |
| 2007 | Jeux panaméricains                      | Rio de Janeiro   | 1re      | Triple saut | 14,80 m |
| 2007 | Championnats du monde                   | Osaka            | 1re      | Triple saut | 15,28 m |
| 2007 | Finale mondiale                         | Stuttgart        | 1re      | Triple saut | 14,78 m |
| 2008 | Championnats du monde en salle          | Valence          | 1re      | Triple saut | 15,05 m |
| 2008 | Jeux olympiques                         | Pékin            | 3e       | Triple saut | 15,05 m |
| 2009 | Championnats d'Am. Centrale et des Car. | La Havane        | 1re      | Triple saut | 14,97 m |
| 2009 | Championnats du monde                   | Berlin           | 1re      | Triple saut | 14,95 m |
| 2010 | Championnats du monde en salle          | Doha             | 2e       | Triple saut | 14,86 m |
| 2010 | Championnats ibéro-américains           | San Fernando     | 1re      | Triple saut | 14,62 m |
| 2010 | Coupe continentale                      | Split            | 2e       | Longueur    | 6,63 m  |
| 2010 | Coupe continentale                      | Split            | 3e       | Triple saut | 14,63 m |
| 2010 | Ligue de diamant                        | Ligue de diamant | 1re      | Triple saut | détails |
| 2011 | Championnats du monde                   | Daegu            | 6e       | Triple saut | 14,43 m |
| 2011 | Jeux panaméricains                      | Guadalajara      | 2e       | Triple saut | 14,36 m |
| 2012 | Championnats du monde en salle          | Istanbul         | 4e       | Triple saut | 14,28 m |
| 2012 | Jeux olympiques                         | Londres          | 9e       | Triple saut | 14,12 m |

## Records personnels
| Épreuve          | Performance | Date         | Lieu  |
| ---------------- | ----------- | ------------ | ----- |
| Saut en longueur | 6,91 m      | 30 juin 2010 | Reims |
| Triple saut      | 15,28 m     | 31 août 2007 | Osaka |

| Épreuve          | Performance | Date           | Lieu      |
| ---------------- | ----------- | -------------- | --------- |
| Saut en longueur | 6,79 m      | 3 février 2007 | Stuttgart |
| Triple saut      | 15,05 m     | 8 mars 2008    | Valence   |